# Unai Gómez
Unai Gómez Etxebarria (* 25. Mai 2003 in Bermeo) ist ein spanischer Fußballspieler, der als Mittelfeldspieler bei Athletic Bilbao unter Vertrag steht.

## Karriere

### Verein
Gómez begann bei seinem Heimatverein Bermeo FT mit dem Fußballspielen und wechselte 2014 zu Athletic Bilbao. Er verließ den Verein im Jahr 2016 und verbrachte drei Jahre bei Danok Bat CF, bevor er 2019 in die Athletic-Jugendakademie Lezama zurückkehrte. Gómez wurde am 19. Juli 2021 in das Farmteam CD Basconia in der Tercera División RFEF befördert. Er wurde nach regelmäßigen Einsätzen in die Reservemannschaft befördert und kam am 28. August bei der 1:2-Heimniederlage in der Primera Federación gegen CF La Nucía dort zu seinem ersten Einsatz. Seine ersten Tore für die B-Mannschaft erzielte er am 29. Januar 2023, als er beim 3:0-Heimsieg gegen UD Logroñés einen Doppelpack erzielte.
Im Sommer 2023 war er einer der Spieler, die für die Vorsaison der A-Mannschaft Bilbaos ausgewählt wurden, wobei er mit guten Leistungen in Training und Freundschaftsspielen überzeugen konnte. Am 12. August 2023 gab er sein Debüt in La Liga im San Mamés bei einer 0:2-Niederlage gegen Real Madrid. In der Folgezeit wurde er ein fester Bestandteil der ersten Mannschaft. Am 20. Oktober 2023 verlängerte er seinen Vertrag mit Athletic bis Juni 2028.

### Nationalmannschaft
Gómez gab sein Debüt für die U21-Nationalmannschaft Spaniens am  21. März 2024 bei einem Spiel gegen die Slowakei.

## Titel
Verein
- Spanischer Pokalsieger: 2024